# 新厂镇 (西盟县)
新厂镇（佤语：daid viad:1150），是中华人民共和国云南省普洱市西盟佤族自治县下辖的一个乡镇级行政单位，位於西盟縣西北，面積138平方公里，佤族人口佔99.7%。
2012年12月28日，云南省人民政府批复同意撤销新厂乡，设立新厂镇。

## 地理
新廠位於橫斷山脈怒山山脈南段，河流均屬怒江水系，新廠河由西北入境向南流，境內河流多呈樹枝狀注入新廠河。
位于县城西北部，介于北纬 22°47′至22°57′，东经99°25′至99°33′之间。东、东南部与中课乡、莫窝乡相连，北、西部与缅甸接壤。国境线长35千米，边界有178、179、180号界桩，国境线长达33.2千米。总面积133平方千米。辖5个行政村，30个自然村。境内雨量充沛、光热资源丰富，有丰富的水源、矿产资源有很大的发展潜力。

## 行政区划
新厂镇下辖以下地区：
新厂村、代格拉村、永广村、窝羊村和阿莫村。

## 外部連結
- 西盟縣新廠鄉政府信息公開網站[永久]